# Signal (KAT-TUN)
Signal (scritto SIGNAL) è un brano musicale della boy band giapponese KAT-TUN, estratto come primo singolo dall'album Cartoon KAT-TUN II You. È stato pubblicato il 19 luglio 2006 ed è il secondo singolo consecutivo del gruppo ad arrivare alla prima posizione della classifica Oricon dei singoli più venduti in Giappone.

## Tracce
CD singolo JACA-5044 
1. Signal - 3:39
2. I'll be with You - 3:30
3. Signal (Instrumental) - 3:39
4. I'll be with You (Instrumental) - 3:30

Durata totale: 14:22

## Classifiche
| Classifica (2006)                        | Posizione più alta |
| ---------------------------------------- | ------------------ |
| Giappone (Classifica settimanale Oricon) | 1                  |